# 太極拳 (1974年電影)
《太极拳》（英語：The Shadow Boxer）是1974年上映的一部香港電影，由鲍学礼执导，倪匡编剧，陈沃夫等人出演。该电影主要讲述一个训练太极拳的武术家给身边的人报仇的故事。

## 劇情簡介
有一个武术家被村中恶霸欺负，最初他对于这些是忍耐的，但是当恶霸杀死其妻子、师父以及朋友等人后，他便决定复仇。
虽说他最后击败了恶霸，但是其却也重伤不治而死。

## 演员
- 施思
- 杨志卿
- 詹森
- 陈沃夫
- 西瓜刨
- 张志平
- 刘准
- 何刚
- 王光裕
- 井淼
- 元彬
- 冯敬文
- 韦弘
- 沈劳
- 卢苇

## 其他
- 该片主演陈沃夫在拍完这部作品后因为意外去世，所以该作品是他的遗作。

## 備註
1. ↑  麥勁生. . 2022年.
2. ↑  伍宏. . 2008年.
3. ↑  . 2005年.
4. ↑  梁良. . 1984年.

## 相關連結
- 互联网电影数据库（IMDb）上《太極拳》的资料（英文）
- 豆瓣电影上《太極拳》的資料 （简体中文）
- 香港影庫上《太極拳》的資料（繁體中文）
- 爛番茄上《太極拳》的資料（英文）